# Souboj pohlaví (film)
Souboj pohlaví (v anglickém originále Battle of the Sexes) je životopisný sportovní film z roku 2017. Režie se ujali Jonathan Dayton a Valerie Faris a scénáře Simon Beaufoy. Ve snímku hrají hlavní role Emma Stoneová, Steve Carell, Andrea Riseborough, Elisabeth Shue, Austin Stowell a Sarah Silvermanová. Snímek sleduje příběh tenistů Billie Jean Kingové a Bobbyho Riggse.
Film měl premiéru na Filmovém festival Telluride 2. září 2017 a do kin byl oficiálně uveden 22. září 2017. V České republice zatím neměl premiéru. Film získal pozitivní recenze od kritiků. Někteří tvrdí, že výkon Stone je nejlepší za její kariéru.

## Obsazení
| Emma Stoneová        | Billie Jean Kingová                                |
| Steve Carell         | Bobby Riggs                                        |
| Andrea Riseborough   | Marilyn Barnett, milenka Kingové                   |
| Sarah Silvermanová   | Gladys Heldman, zakladatelka magazínu World Tennis |
| Bill Pullman         | Jack Kramer                                        |
| Alan Cumming         | Ted Tinling, Kingové kamarád a módní návrhář       |
| Elisabeth Shue       | Priscilla Wheelan, Riggsova manželka               |
| Austin Stowell       | Larry King, Kingové manžel                         |
| Natalie Morales      | Rosie Casals, tenistka                             |
| Eric Christian Olsen | Lornie Kuhle, tenista a kamarád Riggse             |
| Lewis Pullman        | Larry Riggs, Riggsův syn                           |
| Jessica McNamee      | Margaret Courtová                                  |
| Martha MacIsaac      | Jane Bartkowicz                                    |
| Wallace Langham      | Henry                                              |
| Mark Harelik         | Hank Greenberg                                     |
| Fred Armisen         | Rheo Blair                                         |
| Chris Parnell        | DJ John                                            |
| John C. McGinley     | Herb                                               |

## Přijetí

### Tržby
K 27. října 2017 film vydělal 11,6 milionů dolarů v Severní Americe a 2,8 milionů dolarů v ostatních oblastech, celkově tak vydělal 14,1 milionů dolarů po celém světě. Rozpočet filmu činil 25 milionů dolarů. V Severní Americe byl oficiálně uveden 22. září 2017, společně s filmy Hráči se smrtí, 'Til Death Do Us Part a Barry Seal: Nebeský gauner. Za první víkend docílil šesté nejvyšší návštěvnosti, kdy vydělal 3,4 milionů dolarů. Projektován byl však výdělek 6 milionů dolarů. Následující týden snímek vydělal 2,4 milionů dolarů.

### Recenze
Film získal pozitivní recenze od kritiků. Na recenzní stránce Rotten Tomatoes získal ze 181 započtených recenzí 84 procent s průměrným ratingem 7,2 bodů z deseti. Na serveru Metacritic snímek získal z 44 recenzí 73 bodů ze sta. Na Česko-Slovenské filmové databázi snímek získal 69%. Na stránce CinemaScore získal známku za 1, na škále 1+ až 5.

## Nominace a ocenění
| Ocenění                                     | Datum ceremoniálu | Kategorie                                             | Nominovaný    | Výsledek |
| ------------------------------------------- | ----------------- | ----------------------------------------------------- | ------------- | -------- |
| Critics' Choice Movie Awards                | 11. ledna 2018    | Nejlepší herec v komediálním filmu                    | Steve Carell  | nominace |
| Critics' Choice Movie Awards                | 11. ledna 2018    | Nejlepší herečka v komediálním filmu                  | Emma Stoneová | nominace |
| North Texas Film Critics Association        | 12. ledna 2018    | Nejlepší herečka v hlavní roli                        | Emma Stoneová | nominace |
| North Texas Film Critics Association        | 12. ledna 2018    | Nejlepší herec ve vedlejší roli                       | Steve Carell  | nominace |
| Satellite Awards                            | 10. února 2018    | Nejlepší herečka v hlavní roli (film)                 | Emma Stoneová | nominace |
| Cena Sdružení filmových a televizních herců | 21. ledna 2018    | Nejlepší herec ve vedlejší roli                       | Steve Carell  | nominace |
| Zlatý glóbus                                | 7. ledna 2018     | Nejlepší herec v hlavní roli (komedie nebo muzikál)   | Steve Carell  | nominace |
| Zlatý glóbus                                | 7. ledna 2018     | Nejlepší herečka v hlavní roli (komedie nebo muzikál) | Emma Stoneová | nominace |